# هيليكوبسيس كنوبسيس
هيليكوبسيس كنوبسيس هو نوع من الحلزون البري الذي يتنفس الهواء، الرخويات الرئوية في عائلة تايسون، القواقع المشعرة وحلفائها. هذا النوع مستوطن في المغرب.